# Simon Andreassen
Simon Lien Andreassen (født 30. september 1997) er en dansk cykelrytter, der primært kører mountainbike og lidt cykelcross. Han kører for det franske hold Orbea Fox Factory Team.

## Biografi
Simon Andreassen startede med at køre på mountainbike tilbage i 2004, hvor han deltog i motionsløb sammen med sin far.
Simon Andreassen har mange flotte resultater som ungdomsrytter, blandt andet tre juniorverdensmesterskaber i henholdsvis cykelcross og mountainbike, senest i MTB i 2015 i Andorra og en femteplads ved EM for U23-ryttere i 2016 i Huskvarna i Sverige. På det tidspunkt havde han allerede vist gode takter blandt seniorrytterne med sejre i en enkeltstartsetape i et UCI-løb i Serbien samt sejr i det amerikanske UCI HC Bonellei Park-løb, begge i foråret 2016.
Kort før OL vandt han sin første DM-titel som senior. Han deltog i denne disciplin for Danmark ved OL i Rio 2016 i en alder af blot atten, hvor han kørte sammen med eliten. Han sluttede som nummer 34.
I starten af 2017 vandt Simon Andreassen elite-DM i cykelcross, og blev få dage efter udtaget til U23-VM i cykelcross.

## Store resultater
2014
Junior-verdensmester  i MTB XCO
2015
Junior-verdensmester  i cykelcross
Junior-verdensmester  i MTB XCO
2016
Danmarksmester  i cykelcross
Danmarksmester  i MTB XCO
2017
Danmarksmester  i cykelcross
2022
Danmarksmester  i cykelcross

## Udmærkelser
- Årets Talent i dansk cykelsport (2015)[11]